# 马识途
马识途（1915年1月17日—2024年3月28日），原名千木，曾用名千禾，字谦和，四川省忠县（今重庆市忠县）人。中国现代作家，曾与巴金、张秀熟、沙汀、艾芜并称“蜀中五老”。

## 生平
马千木出生于四川省忠县石宝乡坪山村马家大院，在家中排行第五。其先后在忠县、北京、上海读小学、中学，1933年5月，就读于北平大学附属中学的马千木转至上海浦东中学继续学业，其在上海读书期间接触到了鲁迅、茅盾、巴金等作家作品，以及俄国作家、蘇聯革命文学等作品。1935年1月，叶圣陶主编的《中学生》杂志发表了马千木以马质夫为作者名所投稿的处女作《地方印象记：万县》。1935年一二·九运动爆发，马千木加入到了浦东中学示威游行的队伍中。
1936年7月，马千木考入国立中央大学工学院化学工程系，在校期间秘密加入了中国共产党地下党领导的南京学联小组。这一时期，他在地下活动中为了避免自己被暴露，曾使用“马千禾”的名字。1937年冬入鄂豫皖边区党训班学习。1938年3月在武汉加入中国共产党。在入党志愿书上，他将他的原名“马千木”改为“马识途”，用以表示自己“终于找到了正确的革命道路”。此后，马识途任武汉汉口职工区委委员，同时和胡绳共同主办《大众报》，又任中共鄂北特委委员、枣阳县委委员。
1939年，马识途改任为中共鄂西特委副书记，同年底与中共鄂西特委秘书、妇女部部长刘蕙馨结婚。1940年，中共鄂西特委秘书變節。受此影响，1941年1月20日，时任中共鄂西特委书记何功伟，刘蕙馨及其女儿等人被捕入狱、中共鄂西特委遭到破坏，同年11月17日，刘、何二人被枪决，女儿下落不明。1941年皖南事变后，马识途转至重庆中共南方局，不久到昆明考入西南联合大学中文系，1945年毕业。一二·一事件后调任滇南工委。1946年调成都任川康特委副书记。
1949年后，马识途历任川西区党委组织部副部长、四川省建设厅厅长、建委主任、中国科学院西南分院党组书记、中共中央西南局宣传部副部长、科委副主任等职。1958年，马识途听从钱瑛意见，获取湖北省公安厅帮助，为其寻找遗失的女儿，最终父女两人得以于1960年4月29日在北京团聚，当时其女与何功伟的孩子皆就读于北京工业学院。1960年夏，马识途经四川省作协主席沙汀等人建议，以其在中共鄂西特委的经历为蓝本，开始创作小说《清江壮歌》，并连载于刊物《四川文学》，此后该小说受到曾是马、刘二人在鄂豫皖苏区七里坪党训班的同学、时任人民文学出版社社长韦君宜青睐，于1966年3月出版《清江壮歌》。期间，1962年马识途加入中国作家协会。1966年，受文化大革命影响，马识途入狱六年。
1966年，马识途在四清运动中收到中共中央西南局办公厅的通知让其回成都开会，会议上马识途被打成走资本主义道路的当权派、写反党反社会主义文学作品的反革命修正主义分子，成为文化大革命中四川第一个被揪出来的人，并因此入狱六年。1972年，马识途任四川省委宣传部副部长，1978年任中国科学院成都分院副院长、党组副书记。1979年，马识途被正式平反。
2024年3月28日19时25分，马识途因病医治无效去世，享壽109岁。

## 文学创作
马识途在文学方面的代表作就是“夜谭系列”（《夜谭十记》《夜谭续记》），其著作《夜谭十记》开始创作于1942年，当时马识途在西南联合大学中文系，边求学，便从事地下工作。
由于长期从事地下工作，马识途与社会各阶层的人都有交往，通过这些交往他了解了民间许多奇闻异事。“他们给我摆了许多我闻所未闻、千奇百怪的龙门阵，尤其是我接触的一些小科员，他们平时没有什么娱乐和消遣，只好三五结伙到人家里去坐冷板凳，喝冷茶，扯乱谭，摆龙门阵，自寻其乐，在他们结成的冷板凳会上，我听到了难以想象的奇闻轶事。我才深知那个社会是多么乖谬绝伦，荒唐可笑；人民的生活是多么困苦无状而又丰富多彩。”
马识途被这些奇闻异事感染，产生了强烈的创作冲动。他计划选取其中十个最典型的故事来创作《夜谭十记》。《夜谭十记》的书稿曾经三次被损毁，第一次是因为工作调往成都前为防止国民党情报人员发现，第二次是他在成都的家被情报人员查抄，第三次是因为文化大革命。最终历经接近40年，《夜谭十记》终于在1982年完稿。
2010年，其《夜谭十记》中的《盗官记》被导演姜文改编为电影《让子弹飞》，该电影的成功带动了《夜谭十记》的火热，马识途受此激励决定执笔再续，最终于2020年6月出版《夜谭续记》。同年7月5日，105岁高龄的马识途在四川省成都市发布《封笔告白》，宣布封笔。
除了小说，马识途在纪实文学、散文、诗词、随笔、游记、杂文等领域均有造诣。《夜谭十记》以外，马识途较为著名的作品还包括《清江壮歌》、《沧桑十年》、《在地下》、《找红军》、《马识途讽刺小说集》等。他被誉为“在巴蜀现当代文学史上具有承先启后的地位和作用，他是继郭沫若、巴金、何其芳之后最具影响的作家”。
另外，马识途在书法方面也有一定的功底，曾出版有《马识途书法集》，并在中国现代文学馆举办过3次书法展（2005年九十寿辰书法展、2014年百岁书法展、2018年马识途书法展）。

## 著作
- . 人民文学出版社. 1966.
- . 四川人民出版社. 1979.
- . 人民文学出版社. 1983. CSBN 10019·3549.
- . 四川少年儿童出版社. 1984. CSBN 10247·192.
- . 四川文艺出版社. 1987. ISBN 9787541101403.
- . 成都出版社. 1994. ISBN 9787805757032.
- . 中共中央党校出版社. 1999. ISBN 9787503518904.
- . 重庆出版社. 2003. ISBN 9787536662278.
- . 四川文艺出版社. 2005.
- . 人民文学出版社. 2005. ISBN 9787020052134.